# عطية الجمري
عطية بن علي بن عبد الرسول الجمري (20 جمادى الأولى ١٣١٧ هجري / 1899م - 30 شوال 1401 هـ / 30 أغسطس 1981م) خطيب وشاعر شعبي بحراني، يرجع لقبه إلى قريته بني جمرة
نشأ في كنف والده الذي كان يمتهن التجارة حتى بلغ العاشرة من عمره، ارتحل والده بالأهل إلى مدينة المُحَمّرَة ، وكانت زاخرة حينئذ بالعلماء والأدباء والخطباء فانخرط في هذا المجال.
اشتهر بالكتابة على الوزن الفائزي الذي أخذه عن الملا علي بن فايز الأحسائي مولدًا البحراني مسكنـًا ، لكن كتابته لم تكن تقتصر على ذلك بل كان يكتب بمختلف الأوزان ، وكثير من أشعاره محفوظة في الأذهان وتقرأ على المنابر.
ومقام الملا عطية بارز للعيان في قريته وهو محل للزيارة وقراءة الفاتحة على روحه الطاهرة ويأمه الزوار في المناسبات وأكثرها يوم الخميس من كل أسبوع بالإضافة إلى القبور المنتشرة هناك لبعض العلماء في نفس المقبرة.

## نسبه
هو عطية بن علي بن عبد الرسول بن محمد بن حسين بن إبراهيم بن مكي بن الشيخ سليمان البحراني الجمري.

## وفاته
توفي في يوم الجمعة 30 شوال 1401 هـ / 30 أغسطس 1981م في مومباي بالهند في رحلة علاجية، ودفن بمسقط رأسه ببني جمرة.